# Fleischmann (modelismo ferroviario)
Fleischmann es un fabricante alemán productor de ferrocarriles en miniatura o modelismo ferroviario. Fue fundada en 1887 por Jean Fleischmann, como una compañía de juguetes. Su primer tren en miniatura, en escala 0, fue producido en 1949. Los primeros productos en escala H0 fueron introducidos en 1952 y la línea de productos en escala N “Picolo” comenzó a fabricarse en 1969.
Hoy en día, Fleischmann es una marca alemana bien establecida en la industria del modelismo ferroviario, rivalizando con Märklin en el mercado de acciones. 
Fleischmann produce prácticamente solo modelos de Europa Central. Por este motivo, es algo desconocida fuera de esta área. La gran mayoría de los modelos producidos por Fleischmann están hechos para el sistema de corriente continua de dos rieles. Sin embargo, algunas versiones de sus locomotoras se fabrican para el sistema de corriente alterna de tres rieles de Märklin; así como conjuntos de ruedas no aisladas para ser usados por sus vagones en el sistema de corriente alterna de tres rieles.

## Historia
Fleischmann presentó su línea propia de modelos en escala H0, en la feria de juguetes de Núremberg de 1952. Continuando con el sistema de corriente continua de dos rieles utilizado en escala 0, la tecnología fue implementada en escala H0, convirtiendo a Fleischmann en la primera compañía en ofrecer tal línea de productos. Desde su temprana introducción, la intención de la compañía fue la de explotar completamente esta tecnología y dar la oportunidad a sus seguidores de determinar anticipadamente la dirección de los trenes. La vía de metal resistente, con discretos durmientes de cartón, fue la muestra del objetivo de Fleischmann y constituyó la base para las vías de gran calidad utilizadas hoy en día en las maquetas de modelismo ferroviario. Desde el mismo origen de la producción, entre los modelos en escala H0 de primer nivel presentados figuraban una locomotora a vapor con ténder de la serie 01 de la DB, una locomotora a vapor tanque de la serie 80 y una locomotora eléctrica de la serie E44 en conjunción con las vías y un surtido completo de accesorios para las maquetas de modelismo ferroviario. 
Durante su existencia Fleischmann ha seguido lanzando productos extraordinarios con el conocimiento de que sus seguidores tienen pasión por el control y realismo absoluto de los modelos. Fleischmann ofrece vías con rieles completamente perfilados, desvíos «inteligentes», una plataforma giratoria e incluso un ferrocarril a «cremallera». Sus productos más recientes incluyen la marca PROFI, los cuales consisten en una vía prebalastada, acople PROFI para una operación verdaderamente cercana entre cada vagón e incluso la tecnología de inclinación encontrada tanto en el Pendolino como en el expreso ICE-T (InterCityExpress). Para el nuevo milenio, Fleischmann introdujo la tecnología digital de última generación «Twin-Technik».
En febrero de 2008 Fleischmann fue adquirida por Modelleisenbahn GmbH, la cual también posee Roco. Las dos compañías continúan como marcas separadas bajo Modelleisenbahn GmbH.
En el periodo entre 2009 y 2014 la facturación anual se redujo en torno a un 20%, pasando de 18,2 millones de euros[9] a 15 millones de euros.
A principios de agosto de 2015, se anunció que se había presentado una solicitud de insolvencia ante el Juzgado de Primera Instancia de Ansbach. Los 33 empleados restantes continuaron las operaciones comerciales en el marco de un procedimiento de insolvencia autoadministrado con el gestor de reestructuración designado, Maximilian Breitling. El 16 de diciembre de 2015, se anunció que Fleischmann se había salvado y que el procedimiento de insolvencia había finalizado en enero de 2016 con una ratio de acreedores del 16%. En 2019, se terminaron las operaciones restantes en Heilsbronn. 

## Galería

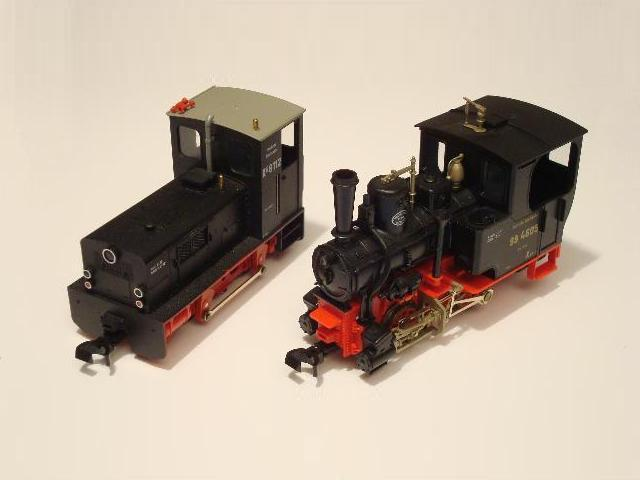
Locomotora diésel Kö 8112 y locomotora a vapor 99.460 de la Deutsche Reichsbahn-Gesellschaft (DRG) a escala 0e, comercializadas bajo el nombre de Magic Train.
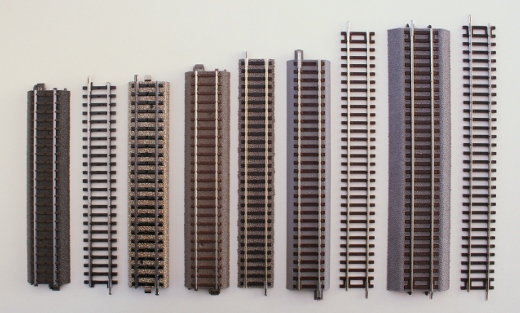
Diversos tipos de vías.
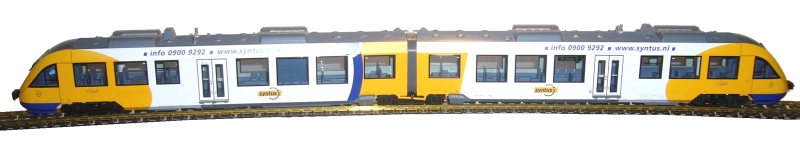
Automotor LINT de Fleischmann